# Deux Solutions pour un problème
Pour plus de détails, voir Fiche technique et Distribution.
Deux Solutions pour un problème (en persan : دو راه حل برای یک مسئله, Do râhéhal barâyé yek massaleh) est un court métrage dramatique iranien sorti en 1975, écrit et réalisé par Abbas Kiarostami.

## Synopsis
Deux élèves nommés Dara et Nader restent en classe pendant la récréation. Lorsque Dara rend le livre qu'il avait emprunté à Nader, ce dernier remarque que son livre est abimé.

## Fiche technique
- Titre : Deux Solutions pour un problème
- Titre original : دو راه حل برای یک مسئله (Do râhéhal barâyé yek massaleh)
- Réalisation et scénario : Abbas Kiarostami
- Pays de production :  Iran
- Langue originale : persan
- Format : couleur - son mono
- Genre : court métrage dramatique
- Durée : 5 minutes
- Date de sortie :
  - Iran : 1975

## Distribution
- Saeid
- Hamid